# Firehjulstrækker
En firehjulstrækker er en bil, hvor akslerne kan låses så de trækker på alle fire hjul, hvorimod en almindelig bil kun trækker på enten for- eller baghjulene.
Producenter af firehjulstrækkere tæller bl.a. Land Rover, Toyota, Suzuki, Nissan, Volvo og Bowler Wildcat (Bowler Tomcat).
- Wikimedia Commons har flere filer relateret til Firehjulstrækker

| Stub | Spire Denne bilrelaterede artikel er en spire som bør udbygges. Du er velkommen til at hjælpe Wikipedia ved at udvide den. |